# Districtul Tét
Tét (în maghiară Téti járás) este un district în județul Győr-Moson-Sopron, Ungaria.
Districtul are o suprafață de 272,62 km2 și o populație de 14.543 locuitori (2013).